# Zamach na Pawła Łazarenkę
Zamach na Pawła Łazarenkę – zamach bombowy, który miał miejsce 16 lipca 1996 roku w pobliżu Mostu Moskiewskiego w Kijowie. Celem ataku był premier Ukrainy Pawło Łazarenko. W wyniku wybuchu bomby, umieszczonej na trasie przejazdu szefa ukraińskiego rządu (we włazie kanalizacyjnym), doszło do uszkodzeń dwóch pojazdów z jego konwoju.

## Tło
Pawło Łazarenko, stojący na czele wpływowego w ukraińskiej polityce i biznesie klanu dniepropietrowskiego, został premierem Ukrainy 28 maja 1996 roku. Wówczas szefem konkurencyjnego klanu donieckiego był Jewhen Szczerbań, poseł Liberalnej Partii Ukrainy i główny akcjonariusz Przemysłowego Związku Donbasu, zrzeszającego setki przedsiębiorstw w obwodzie donieckim i ługańskim. 16 lipca 1996 roku Łazarenko miał udać się do Doniecka, aby rozwiązać konflikt ze strajkującymi górnikami.

## Przebieg
16 lipca 1996 roku o 07:05 na Wyspie Rybalskiej w pobliżu wjazdu na Most Moskiewski (obecnie Most Północny) w stołecznym Kijowie rozległa się eksplozja. Nastąpiła ona na trasie przejazdu kawalkady premiera Pawła Łazarenki. W wyniku zdarzenia uszkodzony został samochód premiera oraz samochód eskortujący. Jak poinformowało później Ministerstwo Spraw Wewnętrznych Ukrainy, premierowi nic się nie stało, ponieważ jego samochód wyprzedzał autobus i zjechał na inny pas ruchu niż przewidywali zamachowcy. Gdyby nie zmiana pasa, eksplozja nastąpiłaby tuż pod samochodem, w którym znajdował się Łazarenko. Jak ustalono, ładunek wybuchowy podłożono we włazie kanalizacyjnym.
Po krótkich badaniach lekarskich Łazarenko postanowił nie odwoływać spotkania z górnikami i odjechał na lotnisko, aby stamtąd polecieć do Doniecka.

## Reakcje i śledztwo
Premier uznał, że zamach na jego życie był spowodowany próbą rozwiązania przez rząd kryzysu górniczego w Donbasie. Według słów Łazarenki, atak miał wymusić odwołanie jego wyjazdu do obwodu donieckiego.
Pracownicy grupy śledczej Służby Bezpieczeństwa Ukrainy, którzy pracowali na miejscu zdarzenia krótko po zamachu sugerowali, że ładunkiem wybuchowym sterowano z zaparkowanego w pobliżu samochodu.
Wołodymyr Horbulin, doradca prezydenta Ukrainy Łeonida Kuczmy ds. bezpieczeństwa narodowego, twierdził, że po ataku na premiera bezpieczeństwo narodowe Ukrainy jest zagrożone. Do Kijowa sprowadzono ponad 500 funkcjonariuszy jednostki specjalnej Berkutu z czterech sąsiednich obwodów, którzy odpowiadali za patrolowanie połączeń drogowych w stolicy i jej okolicach. Minister spraw wewnętrznych Jurij Krawczenko przekazał dziennikarzom, że w śledztwo w sprawie wybuchu bomby zaangażowanych jest ponad 3 tysiące funkcjonariuszy milicji.
17 lipca, na konferencji prasowej administracji Prezydenta Ukrainy, pierwszy zastępca szefa Służby Bezpieczeństwa Ukrainy Ołeksandr Skybinecki zapowiedział wzmocnienie ochrony najwyższych urzędników państwowych Ukrainy. Skybinecki nazwał wybuch bomby „celowym działaniem dokonanym przez profesjonalistów”. Powiedział także, że istnieją mocne przesłanki wskazujące, że pewne radykalne siły „podniosły alarm, aby rozpocząć działania przeciwko reformom gospodarczym”. Wskazał zarówno siły lewicowe, takie jak komuniści, jak i siły prawicowe, takie jak UNA-UNSO. Horbulin dodał, że działalność socjalistów i komunistów, szczególnie we wschodniej części kraju, a także ich negatywny stosunek do programu reform, jak również przyjętej trzy tygodnie wcześniej Konstytucji Ukrainy, stanowią zagrożenie dla państwa.
Jak poinformował Wałerij Danilenko, zastępca prokuratora generalnego Ukrainy, w związku ze zdarzeniem wszczęto postępowanie z art. 58 (zamach na życie urzędnika państwowego). Artykuł przewidywał karę w postaci pozbawienia wolności od 10 do 15 lat albo karę śmierci.
Mimo prowadzonego śledztwa nie udało się zidentyfikować sprawców ani zleceniodawców zamachu.

## Następstwa
Komentatorzy podkreślali kontekst eskalacji konfliktu między klanem dniepropietrowskim i donieckim, który zaostrzył się od 1995 roku. W marcu 1996 roku miało miejsce zabójstwo Ołeksandra Szwedczenki, stojącego na czele ukraińskiego przedstawicielstwa przedsiębiorstwa Itera, zajmującego się dostawami gazu do obwodu donieckiego. Dwa miesiące później zginął Ołeksander Momot, współzałożyciel Przemysłowego Związku Donbasu, który przejął prawa Itery do dostaw gazu w obwodzie donieckim. Tym samym wpływ klanu dniepropietrowskiego na rynek gazu został ograniczony na korzyść klanu donieckiego.
Według Wiktora Zubaniuka, dziennikarza dziennika „Kommiersant”, w czerwcu 1996 roku, gdy premierem Ukrainy został Pawło Łazarenko, nastąpiło umocnienie klanu dniepropietrowskiego. Wówczas w Mariupolu doszło do połączenia dwóch największych zakładów metalurgicznych – Azowstalu i kombinatu imienia Iljicza. Kilku menadżerów zakładów Azowstal, zdecydowanie sprzeciwiających się temu zjednoczeniu, zginęło w niejasnych okolicznościach w wypadku samochodowym. W dniu ich pogrzebu rząd Ukrainy pod przywództwem Łazarenki ogłosił decyzję o połączeniu zakładów.
Według jednej z teorii, prezentowanej przez Zubaniuka, w lipcu 1996 roku Łazarenko chciał się udać do Doniecka na spotkanie z górnikami, aby doprowadzić do podjęcia ważnej decyzji w sektorze górniczym, z pominięciem klanu donieckiego. Zamach mógł mieć więc na celu ostrzeżenie premiera, aby respektował strefę wpływów klanu donieckiego albo całkowite wyeliminowanie go jako stanowiącego przeszkodę dla donieckich oligarchów. Według ówczesnego wicepremiera Ukrainy, Wasyla Durdyńca, Łazarenko zamierzał ustalić, gdzie podziały się pieniądze przeznaczone dla górników, których nigdy nie otrzymali. Kilka dni po zamachu rząd Ukrainy zaproponował prezydentowi Kuczmie odwołanie ze stanowiska przewodniczącego Donieckiej Obwodowej Administracji Państwowej Wołodymyra Szczerbania, należącego do klanu donieckiego, kierowanego przez Jewhena Szczerbania.
Niezależnie od motywacji, jakie stały za premierem, zamach na jego życie zaostrzył konfrontację między Łazarenką a Szczerbaniem, który zginął w listopadzie 1996 roku w zamachu przeprowadzonym na donieckim lotnisku. Wśród teorii dotyczących jego śmierci pojawia się wersja posła Hennadija Moskala, który w wywiadzie w 2020 roku powiedział, że zleceniodawcą zabójstwa Szczerbania był Łazarenko.
W 2012 roku podczas pierwszego przesłuchania w Stanach Zjednoczonych Pawło Łazarenko oświadczył, że zamach na niego w 1996 roku zorganizował Ołeksandr Wołkow, pierwszy asystent prezydenta Łeonida Kuczmy. Według słów Łazarenki na zaangażowanie Wołkowa miał wskazać szef MSW Jurij Krawczenko. Krawczenko miał mu wyjaśnić niemożność przeprowadzenia śledztwa w sprawie zamachu „wpływem wysokich urzędników”. W wywiadzie, udzielonym w 2004 roku, Łazarenko oskarżył Prokuraturę Generalną Ukrainy o kłamstwo w sprawie jego „rzekomego konfliktu” ze Szczerbaniem.